# Šebanov
Šebanov (německy Schöbersdorf) je vesnice, část obce Hořice na Šumavě v okrese Český Krumlov. Nachází se asi 2 km na severovýchod od Hořic na Šumavě. Je zde evidováno 51 adres.
Šebanov je také název katastrálního území o rozloze 7,55 km². K Šebanovu náleží i katastrální území Cipín o rozloze 3,42 km² a Žestov o rozloze 2,25 km².

## Historie
První písemná zmínka o vesnici pochází z roku 1530.
Ke vsi nyní patří rovněž zčásti zaniklý Žestov (Schestau), v němž roce 1921 žilo 158 obyvatel, z toho 152 Němců ve 22 domech, a zcela zaniklý Cipín (Zippendorf), který měl v roce 1921 celkem (včetně Žestova, který tehdy byl jeho osadou) 301 obyvatel, z toho 292 Němců, ve 45 domech (tj. na samotný Cipín připadalo 143 obyvatel ve 23 domech). Patřily sem dříve i osady Mýtina (Reichetschlag), Tatry (také Hamerské Tatry, Tatrov, Tetřiny, něm. Tattern)  a Těchlov (Zichlern).
V roce 1921 zde žilo celkem 313 obyvatel, z toho 304 německé národnosti, v celkem 46 domech.
V letech 1938 až 1945 byl Šebanov v důsledku uzavření Mnichovské dohody přičleněn k nacistickému Německu.